# Victoria Adato Green
Victoria Adato Green (Túxpam de Rodríguez Cano, Veracruz, 11 de febrero de 1939) en ocasiones conocida como Victoria Adato de Ibarra, es una jurista y política mexicana. Entre varios cargos, se desempeñó como Procuradora General de Justicia del Distrito Federal y ministra de la Suprema Corte de Justicia de la Nación.

## Biografía

### Estudios y carrera judicial
Aunque nacida en el puerto de Túxpam, realizó sus estudios básicos en la Ciudad de México. Es licenciada en Derecho egresada de la Universidad Nacional Autónoma de México (UNAM); se tituló con mención honorífica en 1963 con la tesis «Reflexiones sobre la Reforma Penal Mexicana, Parte General».
Entre 1958 y 1960 fue pasante de Derecho en la dirección del Impuesto sobre la Renta de la Secretaría de Hacienda y Crédito Público y de 1963 a 1967 fue ministerio pública auxiliar en la entonces Procuraduría General de Justicia del Distrito y Territorios Federales. De 1967 a 1969 fue secretaria proyectista de Sentencias en el Tribunal Superior de Justicia del Distrito Federal y de 1969 a 1974 fue juez 10.º de lo Penal en el Distrito Federal.
Fue asesora de la dirección de Obras Públicas del Departamento del Distrito Federal en el diseño de los reclusorios preventivos y los juzgados penales del Distrito Federal. De junio de 1971 a mayo de 1974 fue subdirectora del Instituto Técnico de la Procuraduría General de 
Justicia del Distrito Federal y del 1 de junio de 1973 al 15 de julio de 1974 fue subdirectora del Centro de Adiestramiento del Personal de 
Reclusorios.
En 1974 fue nominada por el presidente Luis Echeverría Álvarez como magistrada numeraria del Tribunal Superior de Justicia del Distrito Federal, se separó del cargo en 1976 al ser nombrada como subprocuradora de la Procuraduría General de Justicia del Distrito Federal por el mismo presidente Echeverría y siendo procurador Fernando Narváez Angulo. Ocupó el cargo brevemente en la siguiente administración encabezada por el procurador Agustín Alanís Fuentes, y en 1977 retornó a su magistratatura, permaneciendo en dicho cargo hasta 1982.

### Procuradora General de Justicia del Distrito Federal
El 1 de diciembre de 1982 el nuevo presidente, Miguel de la Madrid Hurtado, la nombró titular de la Procuraduría General de Justicia del Distrito Federal (PGJDF), siendo la primera mujer en asumir dicha responsabidad. Se consideró que De la Madrid quiso marcar una diferencia con su nombramiento, en un área que el gobierno anterior había sido particularmente señalada por sus escándalos de corrupción y arbitrariedad, y en seguimiento de su política de Renovación moral. Victoria Adato al ser mujer y no tener formalmente ninguna afiliación política, buscaba contrarestrar las críticas anteriores.
Sin embargo su gestión pronto afrontó críticas y señalamientos, sobre en el sentido sobre el verdadero control que ella ejercía sobre la institución. Esto tuvo punto culminante cuando al ocurrir el terremoto del 19 de septiembre de 1985, quedó destruido el edificio de la Procuraduría ubicado en la avenida Niños Héroes de la colonia Doctores y al iniciarse la remoción de escombros y la búsqueda de supervivientes, se descubrieron entre ellos instalaciones carcelarias clandestinas y los cuerpos del abogado Saúl Ocampo Abarca —atado y amordazado en una cajuela de un automóvil— y de varios presuntos delincuentes de nacionalidad colombiana. Victoria Adato negó que dichas personas hubieran sido torturadas y ejecutadas extrajudicialmente, pero su posición recibió un fuerte golpe.

### Ministra de la Suprema Corte de Justicia de la Nación
En lo que algunos sectores de la opinión pública interpretaron como una solución para que saliera de la procuraduría, De la Madrid la nombró ministra numeraria de la Suprema Corte de Justicia de la Nación el 26 de diciembre de 1985, y fue confirmada por el Senado de la República al día siguiente, 27 de diciembre, en que rindió protesta. En la PGJDF la sustituyó el senador campechano Renato Sales Gasque. En el momento de su ingreso a la Suprema Corte quedó adscrita a la Tercera Sala, especializada en material civil, tras dos años, en 1987 pasó a la Primera Sala, especializada en Material Penal y la que presidió entre 1987 y 1994. Cesó por jubilación en el cargo de ministra el 1 de enero de 1995 a consecuencia de la reforma constitucional propuesta por el presidente Ernesto Zedillo que redujo la corte de 26 ministros a solo once y que dicho día entró en vigor.
Tras esto, de 1995 a 1999 fue investigadora del Instituto de Investigaciones Jurídicas de la UNAM y de 1999 a 2001 fue asesora del presidente de la Comisión Nacional de los Derechos Humanos (CNDH) José Luis Soberanes Fernández; y de 2001 a 2014 encabezó en la misma CNDH la coordinación del Programa sobre Asuntos de la Mujer, la Niñez y la Familia.